# Campeonato Mundial de Esgrima de 2000
O Campeonato Mundial de Esgrima de 2000 foi a 62ª edição do torneio organizado pela Federação Internacional de Esgrima (FIE) entre 29 de junho a 2 de julho de 2000. O evento foi realizado em Budapeste, Hungria, reunindo apenas eventos não olímpicos. 

## Resultados
Os resultados foram os seguintes. 
Feminino
| Evento           | Ouro                                                                                 | Prata                                                                     | Bronze                                                                          |
| Sabre individual | Azerbaijão · Yelena Jemayeva                                                         | Itália · Ilaria Bianco                                                    | França · Anne-Lise Touya                                                        |
| Sabre individual | Azerbaijão · Yelena Jemayeva                                                         | Itália · Ilaria Bianco                                                    | Alemanha · Sandra Benad                                                         |
| Sabre por equipe | Estados Unidos · Christine Becker · Sada Jacobson · Nicole Mustilli · Mariel Zagunis | Itália · Ilaria Bianco · Gioia Marzocca · Alessia Tognolli · Anna Ferraro | França · Anne-Lise Touya · Cécile Argiolas · Ève Pouteil-Noble · Magali Carrier |

## Quadro de medalhas
| Ordem | País           | Medalha de ouro | Medalha de prata | Medalha de bronze |   |
| ----- | -------------- | --------------- | ---------------- | ----------------- | - |
| 1     | Azerbaijão     | 1               |                  |                   | 1 |
|       | Estados Unidos | 1               |                  |                   | 1 |
| 3     | Itália         |                 | 2                |                   | 2 |
| 4     | França         |                 |                  | 2                 | 2 |
| 5     | Alemanha       |                 |                  | 1                 | 1 |
| TOTAL | TOTAL          | 2               | 2                | 3                 | 7 |